# Cuesmes
Cuesmes is een dorp in de Belgische provincie Henegouwen, en een deelgemeente van de Waalse stad Bergen. Cuesmes was een zelfstandige gemeente tot aan de gemeentelijke herindeling van 1971.

## Bezienswaardigheden
- De Sint-Remigiuskerk (Église Saint-Rémy) was een neoclassicistisch kerkgebouw van 1847. In 1989 werd deze gedeeltelijk gesloopt en vervangen door een modern kerkgebouw in glas en beton met een opvallende toren. In deze kerk zij elementen verwerkt van de 19e-eeuwse kerk en van de romaanse voorganger uit de 11e eeuw.
- De Protestantse kerk (Temple protestant)
- Het Huis van Van Gogh (Maison Van Gogh) waar Vincent van Gogh korte tijd, tot 1880, woonde. Hij was er te gast in het huis van een mijnwerker, dat tegenwoordig nog te bezichtigen is als museum.
- De Mijnlamp (Lampe du Mineur) is een monument in de vorm van een minllamp.

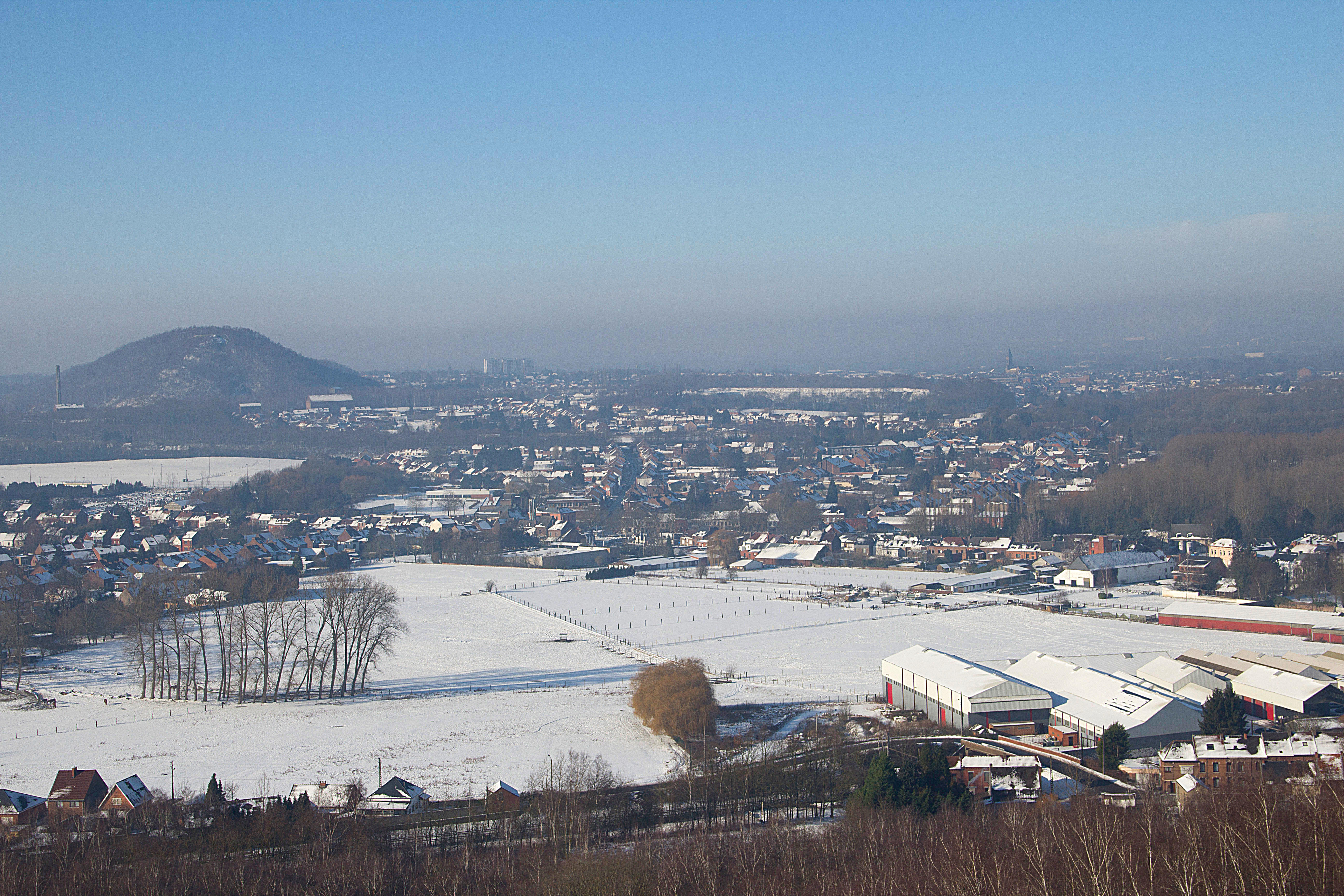
Uitzicht op het dorp vanaf de Mont Héribus
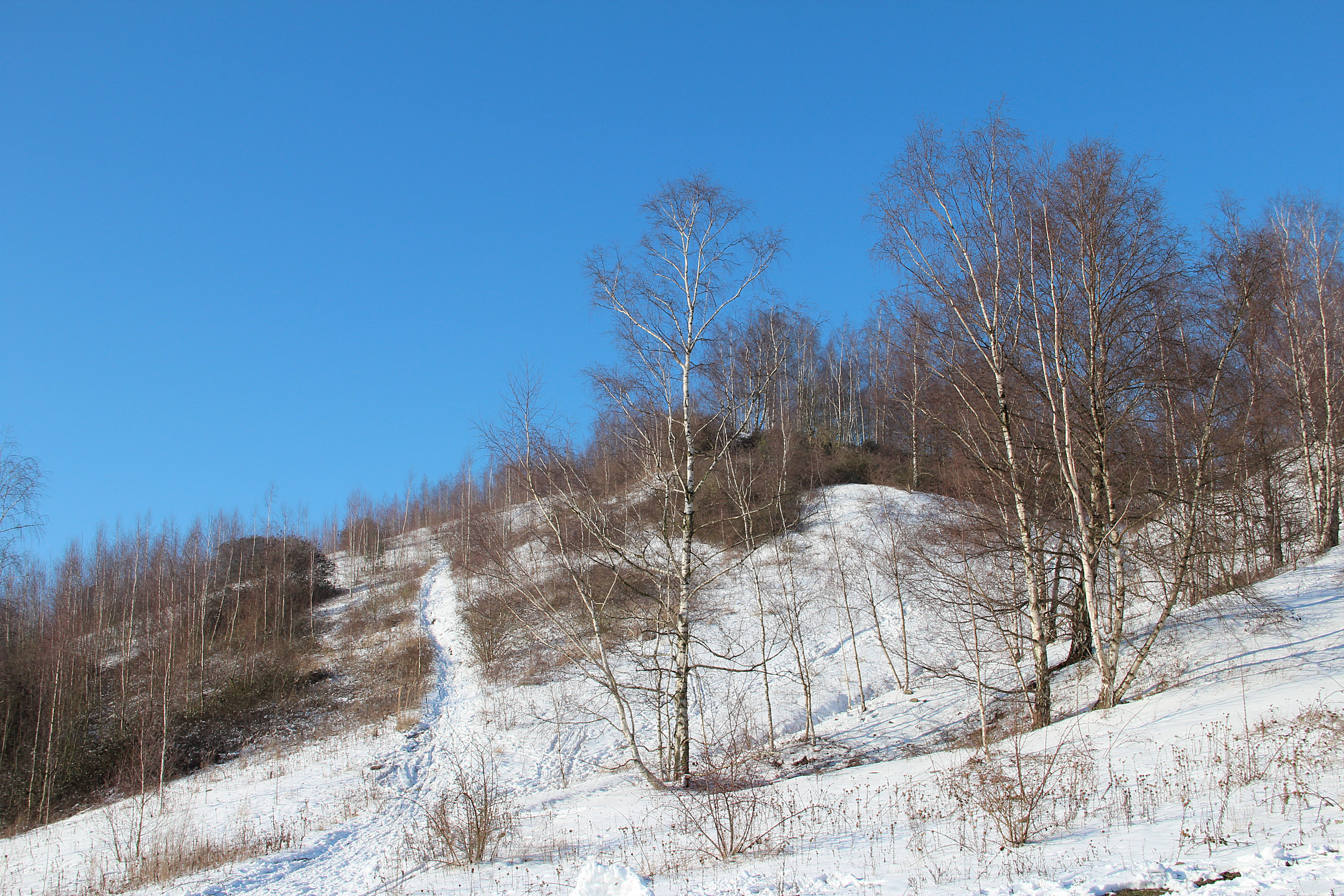
De Mont Héribus in de winter.
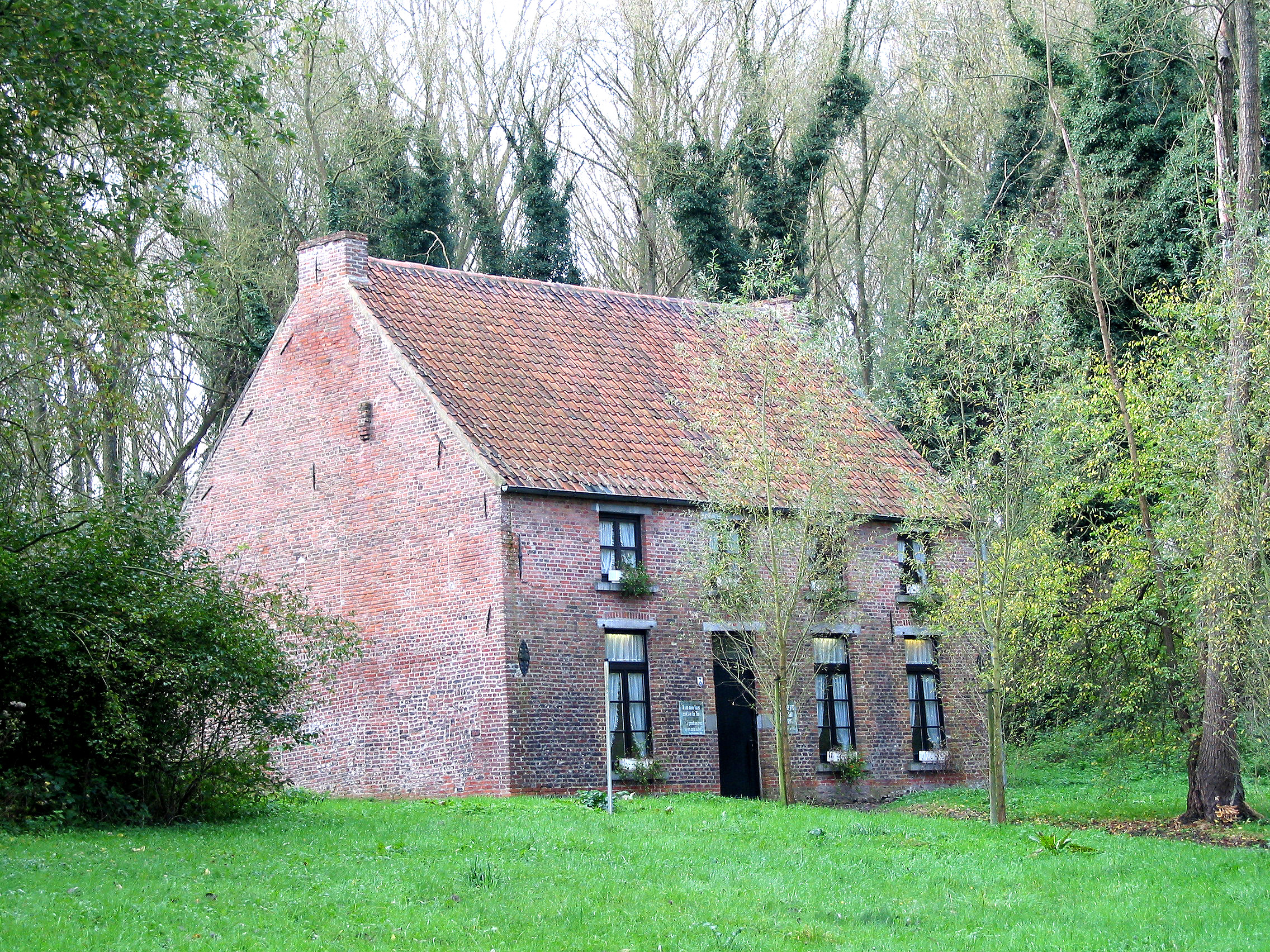
Cuesmes , « Van Gogh » Huis.

## Natuur en landschap
Cuesmes ligt aan de oostrand van de Borinage en kent een mijnterril (Mont de l'Héribus) en diverse mijncité's. In het noorden ligt een bedrijventerrein en er is veel infrastructuur. In het noorden stroomt het Omleidingskanaal van de Hene (Dérivation de la Haine) en in het oosten stroomt de Trouille. De hoogte aan de kerk bedraagt 34 meter. De terril is 114 meter hoog.

## Economie
Wellicht werd in 1099 al steenkool ontdekt maar de ontginning begon pas in 1410. Pas in de 19e eeuw werd steenkool gewonnen op industriële schaal. Er waren vijf mijnzetels. In 1968 sloot de laatste. Een mijnterril is nog blijven bestaan.
In 1858 werd fosfaathoudend gesteente ontdekt dat vanaf 1873 werd ontgonnen in mijngangen die zich onder diverse dorpen uitstrekten. In 1934 kwam aan de ontginning een einde. Ook wit krijt voor de kalkproductie werd gewonnen.
Cuesmes kende onder andere nog een reparatiewerkplaats voor de spoorwegen.

## Demografische ontwikkeling
- Bronnen:NIS, Opm:1831 tot en met 1970=volkstellingen

## Nabijgelegen kernen
Jemappes, Flénu, Frameries, Ciply, Bergen